# Jan Dobřenský
Jan Dobřenský, celým jménem Jan Václav Dobřenský z Dobřenic, uváděn též jako Jan Václav II. Dobřenský z Dobřenic, přepisováno rovněž Dobrzenský z Dobrzenicz (28. března 1841 Chotěboř – 14. ledna 1919 Chotěboř), byl český šlechtic z rodu Dobřenských z Dobřenic a politik, za Rakouska-Uherska na konci 19. a počátku 20. století poslanec Českého zemského sněmu.

## Biografie
Pocházel z české šlechtické rodiny Dobřenských z Dobřenic. Otcem byl Jan Josef II. Dobřenský, který zemřel roku 1869 a tehdy Jan Václav Dobřenský převzal rodové panství. Studoval na gymnáziu, sloužil v rakouské armádě. Od roku 1859 byl poručíkem a od roku 1864 nadporučíkem. V armádě setrval do roku 1867. Od roku 1870 působil jako velkostatkář v Chotěboři. Byl pánem na Chotěboři, Dobkově a Nemajově.
Byl čestným rytířem maltézského řádu, c. a k. komořím. V roku 1906 byl povýšen do hraběcího stavu. Byl členem správního výboru Muzea království českého a mnoha dobročinných spolků. Byl považován za odborníka v genealogii české šlechty. Vypracoval rodokmeny 1318 rodů. Obsáhlý archivní materiál (výpisy z matrik 890 farních úřadu a 29 sešitů výpisků z dokumentů a osobních dat), který sám nashromáždil k tomuto tématu, věnoval Zemskému archivu v Praze.
Od zemských voleb v roce 1883 zasedal na Českém zemském sněmu, kam byl zvolen za kurii velkostatkářskou (nesvěřenecké velkostatky. Mandát obhájil v zemských volbách v roce 1889, zemských volbách v roce 1895, zemských volbách v roce 1901 a zemských volbách v roce 1908. Byl členem Strany konzervativního velkostatku, která byla federalisticky orientována a podporovala české státoprávní aspirace.
Působil i jako poslanec Říšské rady (celostátního parlamentu Předlitavska), kam nastoupil v doplňovacích volbách roku 1884 za kurii velkostatkářskou v Čechách. Slib složil 22. ledna 1884. Ve volebním období 1879–1885 se uvádí jako baron Johann Dobřzensky, statkář, bytem Chotěboř.
Roku 1895 byl povolán do Panské sněmovny (jmenovaná horní komora Říšské rady) jako její doživotní člen, od roku 1912 byl dědičným členem.

## Manželství, potomci
Ve Štýrském Hradci (Graz) se 1. května 1869 oženil s Alžbětou (Elisabeth) hraběnkou Kottulinskou z Kottulina (24. 3. 1850 Štýrský Hradec – 4. 2. 1929 Chotěboř), dcerou Josefa Františka hraběte Kottulinského a Adelaidy hraběnky z Attemsu. Manželka byla dámou Řádu hvězdového kříže (1872) a palácovou dámou. Se sestrami zdědila majetek ve Štýrsku. Angažovala se v charitě, založila poradnu pro mladé matky. Za svou dobročinnost jí byl udělen papežský řád Pro Ecclesia et Pontifice a řád Patriae ac Humanitati. Věnovala se malířství, hudbě a sportu. V manželství se narodili čtyři synové a jedna dcera:
- 1. Jan Josef (29. 4. 1870 Chotěboř – 13. 4. 1947 Chotěboř), poslanec Říšské rady a Českého zemského sněmu, manž. 1907 hraběnka Rosa z Trauttmansdorff-Weinsbergu (17. 5. 1879 Bad Gleichenberg, Štýrsko – 2. 9. 1967)
- 2. Otakar (11. 5. 1871 Chotěboř – 15. 6. 1952 tamtéž), manž. 1908 hraběnka Gizela von Brundermann (18. 12. 1886 Krakov – 23. 7. 1970 Vídeň)
- 3. Jaroslav (16. 4. 1872 Chotěboř – 8. 9. 1914, Lvov), pravděpodobně padl v I. světové válce
- 4. Alžběta (7. 12. 1875 Chotěboř – 11. 6. 1951 Sintra), manž. 1908 princ Petr de Alcântara Orleánsko-Braganzský, následník brazilského trůnu (15. 10. 1875 Petrópolis – 29. 1. 1940 tamtéž)
- 5. Karel Kunata (16. 9. 1877 Chotěboř – 3. 10. 1939 Neudau, Štýrsko), manž. 1912 hraběnka Marie Terezie z Merana (21. 4. 1893 Stainz, Štýrsko – 21. 6. 1981 Grundlsee, Štýrsko)